# Маркс, Дэвид
Дэвид Ли Маркс (англ. David Lee Marks; род. 22 августа 1948) — американский музыкант, прежде всего известный как гитарист и вокалист раннего состава рок-группы The Beach Boys.

## Биография
Дэвид Маркс жил в Хоторне (Калифорния) через улицу от дома братьев Уилсонов — Брайана, Денниса и Карла — будущих членов The Beach Boys. В десять лет он научился играть на гитаре, а в возрасте тринадцати лет — в феврале 1962 года — он вошёл в состав группы Уилсонов вместо ушедшего Алана Джардина. При его участии было записано четыре альбома коллектива, а также дано более ста концертов. Участившиеся споры с Мерри Уилсоном — менеджером The Beach Boys и отцом братьев Уилсонов — привели к тому, что в конце лета 1963 года Маркс вышел из группы (к тому времени в ансамбле уже вновь играл А. Джардин).
В 1963—65 годах Маркс играл в группе The Marksmen (бывшие The Jaguars Марка Гроусклоуза, временного барабанщика The Beach Boys), однако без какого-либо успеха. После участия в конце 1960-х гг. в психоделической группе The Moon, Маркс переключился на работу в качестве сессионного музыканта.
В 1997 году Маркс вновь вошёл в состав The Beach Boys вместо больного раком Карла Уилсона. После того, как он отыграл более 300 концертов, Маркс по состоянию здоровья покинул группу в 1999 году. В 2007 году вышла автобиография Маркса «The Lost Beach Boy». В 2011 было объявлено, что Маркс примет участие в новом альбоме The Beach Boys и новых гастролях.

## Дискография
- Work Tapes (2000)
- Something Funny Goin' On (2003)
- The Marks-Clifford Band «Live At The Blue Dolphin '77» (2006)
- I Think About You Often (2006)
- The Lost Years: Limited Edition — triple album Set (2008)
- The Marksmen: The Ultimate Collectors Edition (2008)